# Kvutzat Kinneret
Kvutzat Kinneret (en hebreo: קבוצת כנרת) es un kibutz en el norte de Israel, al sur del mar de Galilea. Como su nombre indica en hebreo, el nombre de este mar, que en realidad es un lago, es Yam Kinneret. Fue fundado en 1908, antes que Degania, convirtiéndose así en uno de los kibutz más antiguos del país. 
La población actual es de 534 habitantes según el último censo, y sus principales actividades son el turismo y la agricultura, centrándose en el cultivo de dátiles, aceitunas y mangos. 
Algunas de las personas más conocidas de Kvutzat Kinneret es la cantante y poetisa Naomi Shemer. Su famosa canción Hurshat ha Eucaliptus, cantada por muchos artistas, incluso por Lara Fabian, fue inspirada en los bosques de eucaliptos de ese pueblo israelí.
- Datos: Q2296107
- Multimedia: Kvutzat Kinneret / Q2296107